# Wilhelm Amandus Beer
Wilhelm Amandus Beer (Fráncfort del Meno, Alemania, 9 de agosto de 1837-Fráncfort del Meno, 19 de enero de 1907) fue un pintor y profesor universitario alemán que ganó popularidad principalmente en Rusia. En su trabajo, predominan las representaciones de la vida popular rusa a finales del Imperio ruso, lo que le valió el apodo de Russen-Beer.

## Formación
Después de sus primeras lecciones de dibujo con su tío abuelo Anton Radl, Beer fue alumno de Jakob Becker en el Instituto de arte Städel hasta 1852, cuya pintura de género al estilo de la escuela de Düsseldorf lo moldeó. Luego se formó en historia y pintura al fresco con Edward von Steinle, y viajó a Amberes y París para continuar sus estudios.

## Carrera artística

### Primeros viajes
Los primeros viajes de estudio en el área alrededor de Frankfurt hicieron que se quedara más a menudo en Kronberg im Taunus, era parte del área más amplia de la colonia de pintores de Kronberg. En 1857 visitó Múnich y los Alpes para luego viajar a Viena. Sin embargo, sus repetidos viajes a Rusia fueron de importancia decisiva. 

### Desarrollo en Rusia
Durante estancias más largas en la gobernación de Smolensk desde 1867 hasta 1870 y 1877, especialmente en la finca del pintor Sergei Andrjewitsch von Baryschnikoff, Beer estudió en detalle las características del país y su gente. Las imágenes de ferias anuales en varios lugares, como la pintura Bear Guide en la Feria de Slednowa en la gobernación de Smolensk, fueron particularmente populares en el estudio de Frankfurt. Tras un viaje a Italia en 1880 y una visita a los Países Bajos en 1895, el artista, que había vivido en Frankfurt desde 1870, fue nombrado director de un taller de maestría en la Städelsche Kunstinstitut y dos años más tarde, en 1899, fue nombrado profesor. El artista gráfico Kurt Jäckel estaba entre sus estudiantes de maestría.

## Galería

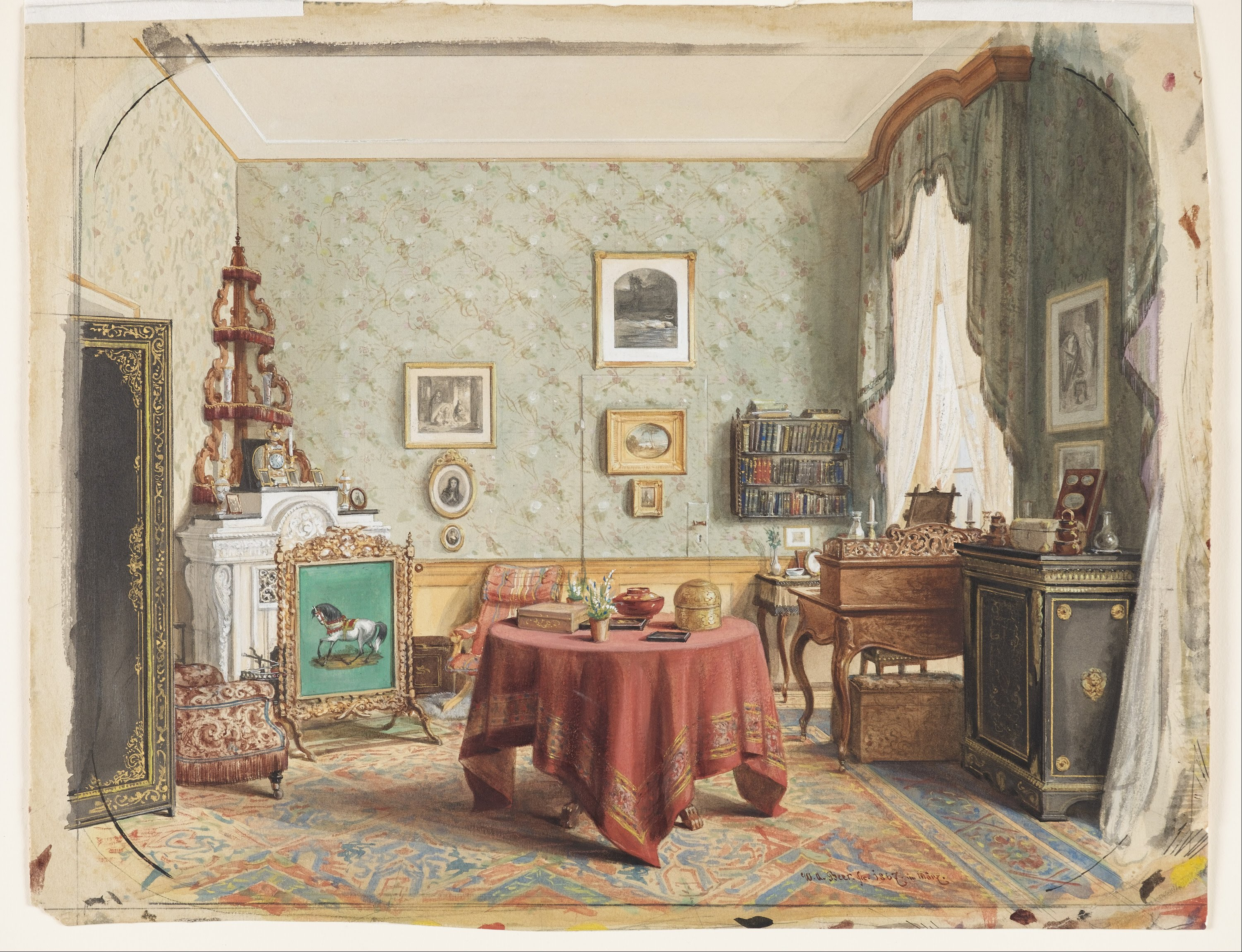
Una sala de estar con un escritorio (1867)
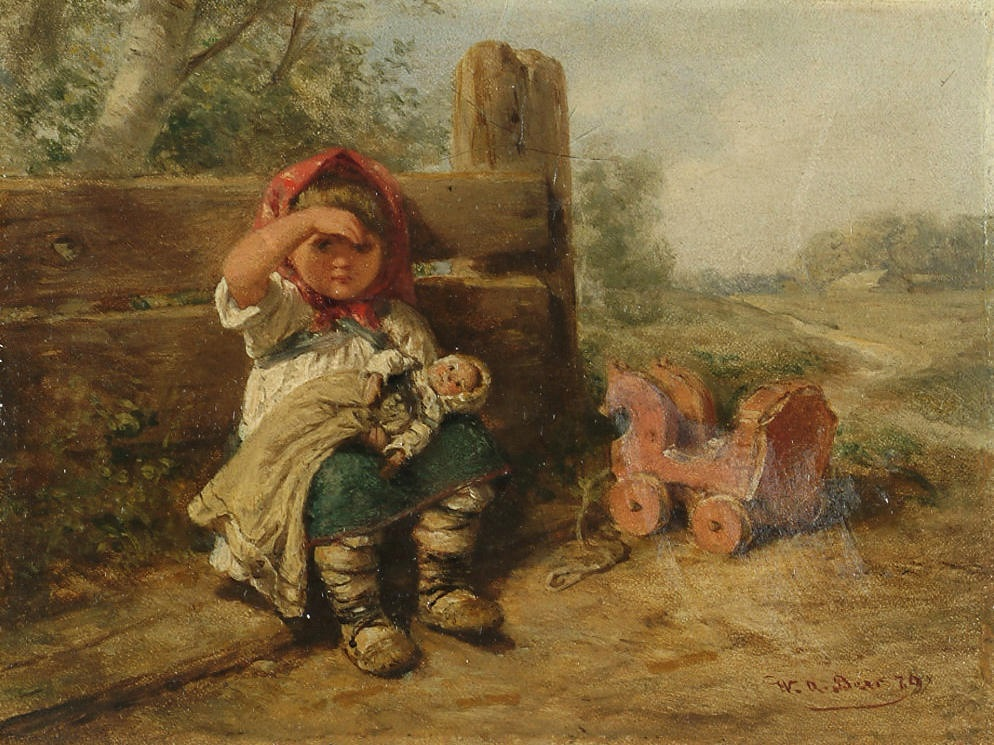
Esperando amigos (1879)
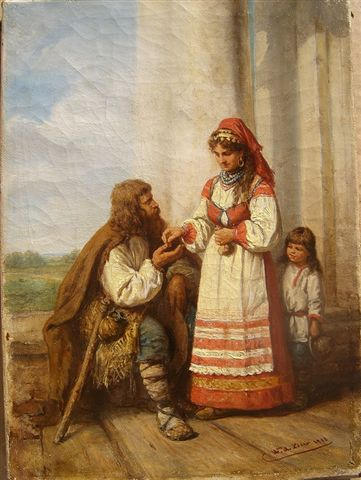
Las limosnas, en Smolensk, Rusia (1883)
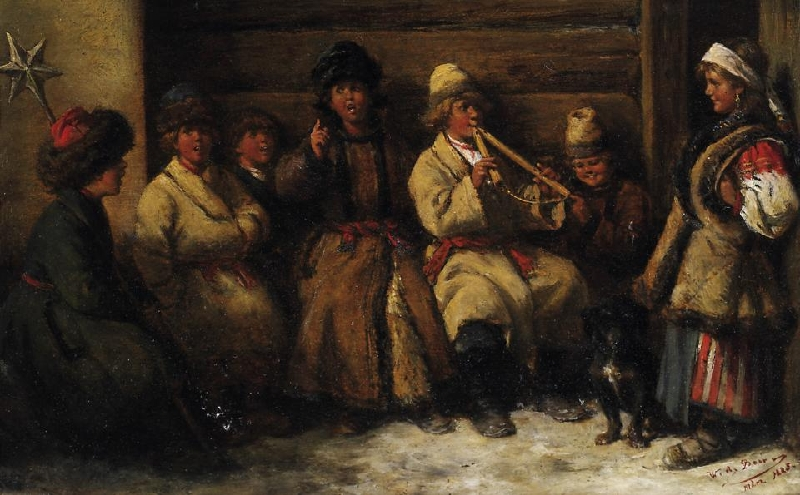
Los pequeños cantantes navideños rusos (1885)
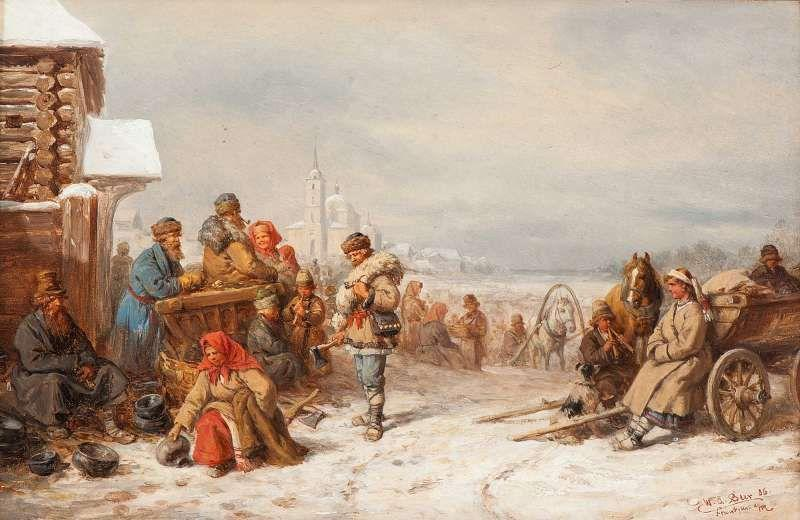
En la feria de invierno (1886)
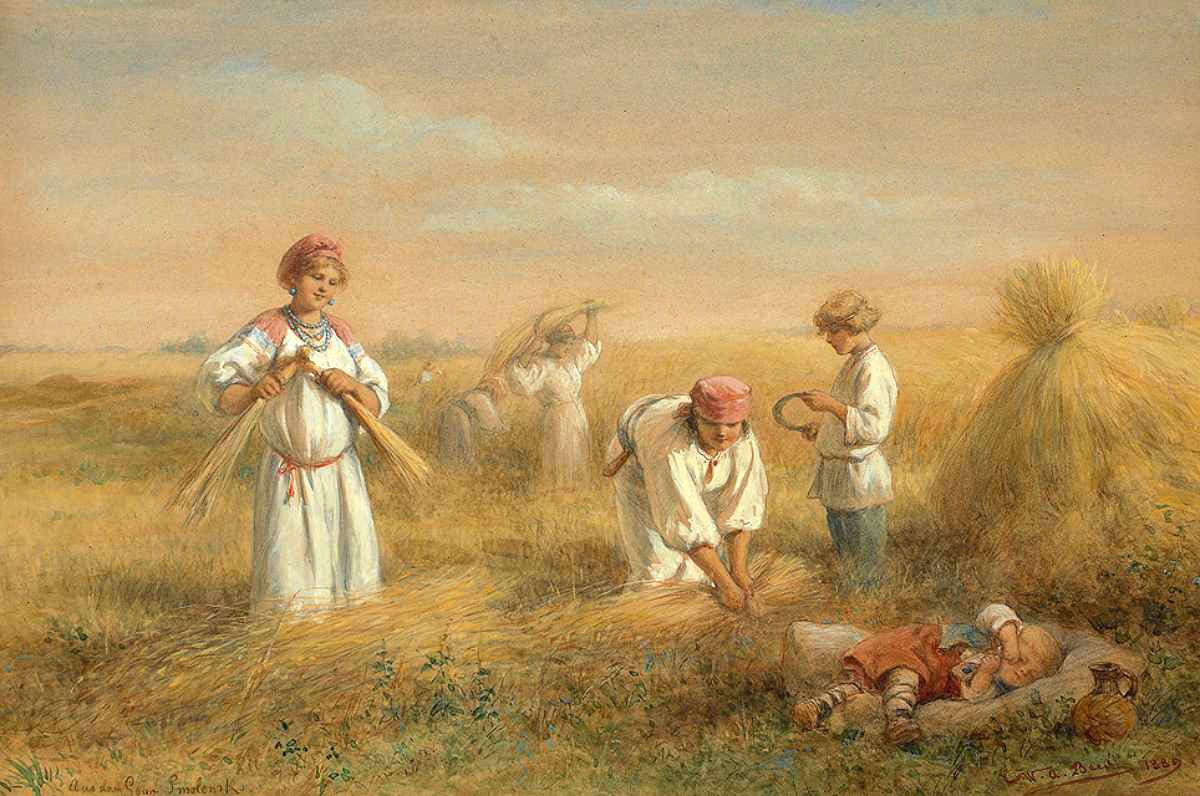
En la provincia de Smolensk (1889)
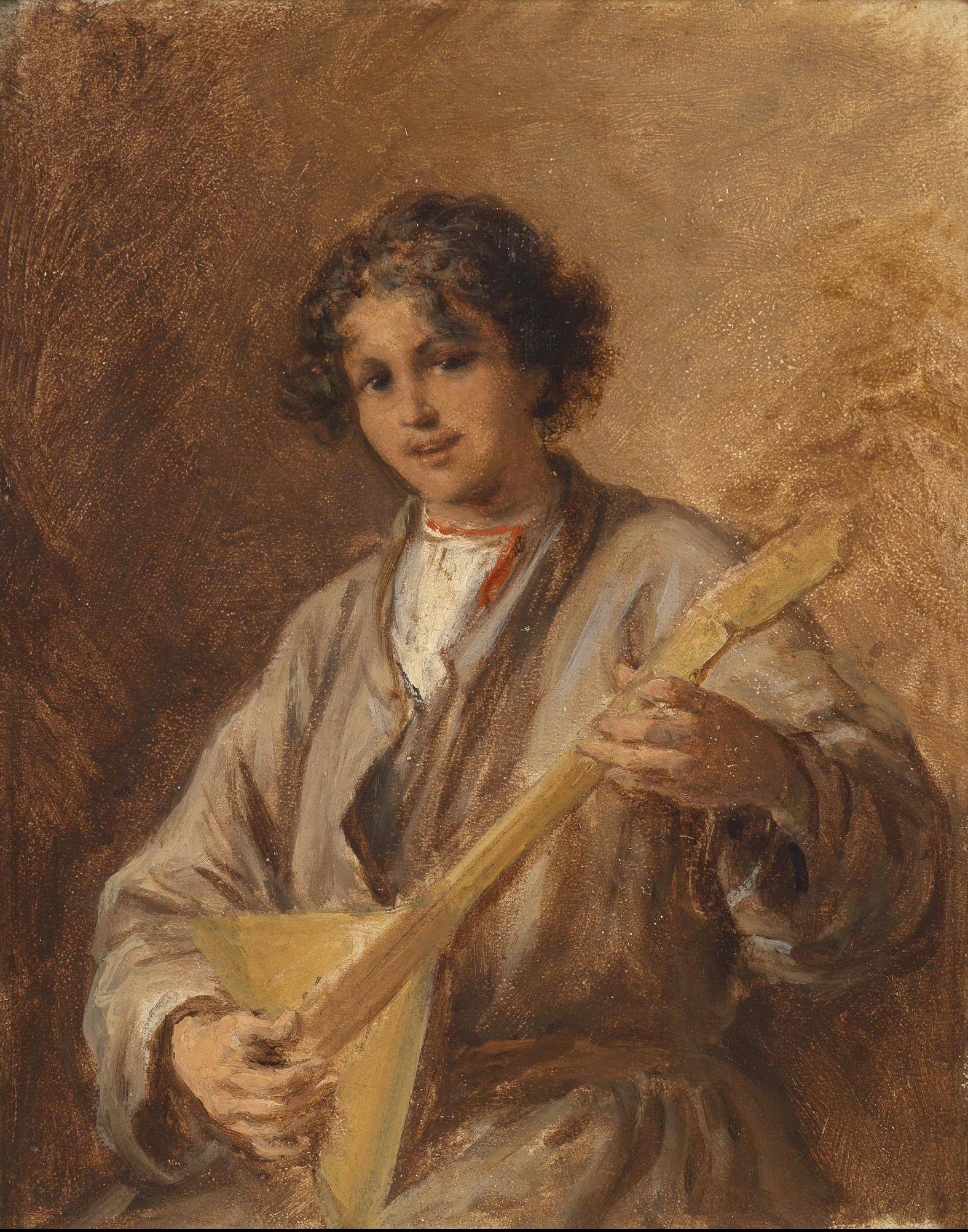
Chico ruso con Balalaika (1889)
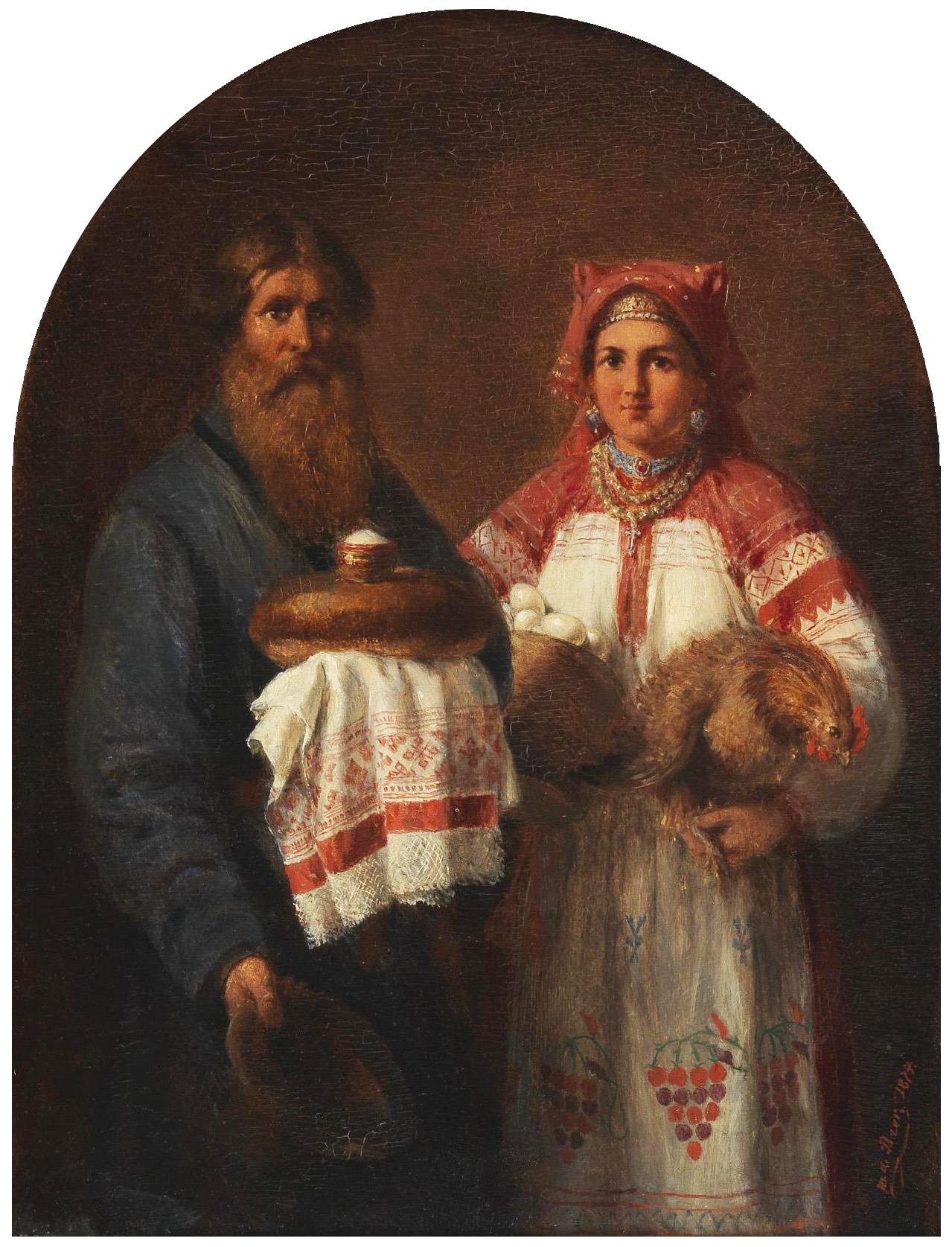
Saludo ruso con pan y sal/Saludos de Pascua (1874)
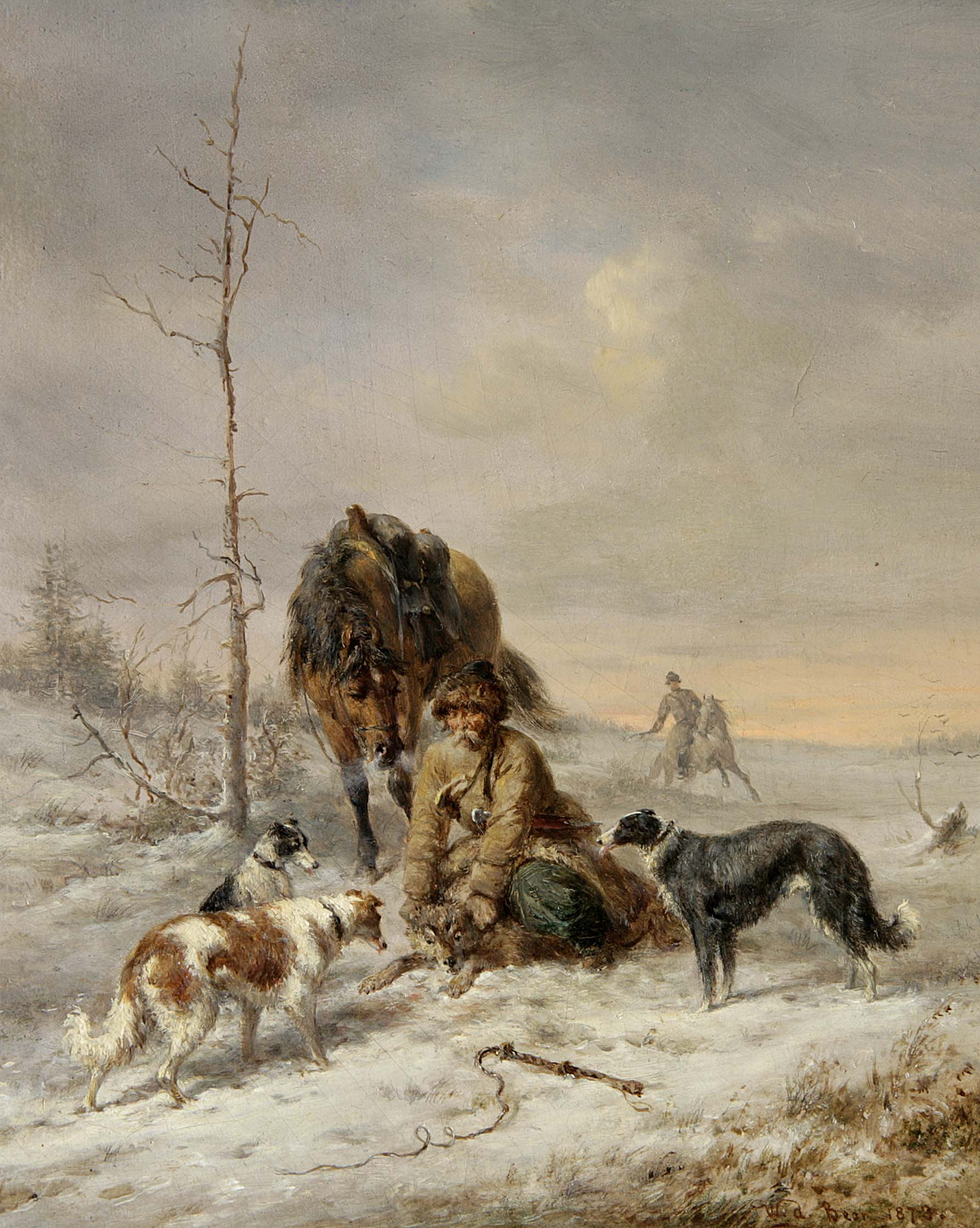
El lobo vivo capturado (1879)